# Україна на Універсіадах (легка атлетика)
Українські легкоатлети беруть участь в легкоатлетичних змаганнях на Літніх універсіадах, починаючи з 1959 року.
На Універсіадах 1959—1991 українські спортсмени (ті, які у рік проведення відповідних Ігор представляли на внутрішній арені Українську РСР) виступали в складі збірної СРСР.
Збірна України з легкої атлетики, як самостійна команда, бере участь в Універсіадах, починаючи з 1993 року.

## Призери

### У складі збірної СРСР

#### 1959
| Чоловіки    | Чоловіки | Чоловіки   | Чоловіки  |
| Місце       | Атлет    | Дисципліна | Результат |
| ----------- | -------- | ---------- | --------- |
| без медалей |          |            |           |

| Жінки                         | Жінки   | Жінки      | Жінки     |
| Місце                         | Атлетка | Дисципліна | Результат |
| ----------------------------- | ------- | ---------- | --------- |
| без медалей (участі не брали) |         |            |           |

#### 1961
| Чоловіки | Чоловіки        | Чоловіки   | Чоловіки  |
| Місце    | Атлет           | Дисципліна | Результат |
| -------- | --------------- | ---------- | --------- |
| 1        | Леонід Бартенєв | 4×100 м    | 41,1      |
| 1        | Віктор Ліпсніс  | ядро       | 18,00     |
| 3        | Ігор Петренко   | жердина    | 4,52      |

| Жінки                         | Жінки   | Жінки      | Жінки     |
| Місце                         | Атлетка | Дисципліна | Результат |
| ----------------------------- | ------- | ---------- | --------- |
| без медалей (участі не брали) |         |            |           |

#### 1963
| Чоловіки | Чоловіки           | Чоловіки   | Чоловіки  |
| Місце    | Атлет              | Дисципліна | Результат |
| -------- | ------------------ | ---------- | --------- |
| 1        | Геннадій Блізнєцов | жердина    | 4,60      |

| Жінки                         | Жінки   | Жінки      | Жінки     |
| Місце                         | Атлетка | Дисципліна | Результат |
| ----------------------------- | ------- | ---------- | --------- |
| без медалей (участі не брали) |         |            |           |

#### 1965
| Чоловіки | Чоловіки           | Чоловіки   | Чоловіки  |
| Місце    | Атлет              | Дисципліна | Результат |
| -------- | ------------------ | ---------- | --------- |
| 2        | Геннадій Блізнєцов | жердина    | 4,90      |

| Жінки                         | Жінки   | Жінки      | Жінки     |
| Місце                         | Атлетка | Дисципліна | Результат |
| ----------------------------- | ------- | ---------- | --------- |
| без медалей (участі не брали) |         |            |           |

#### 1967
Українські легкоатлети не брали участі в Універсіаді внаслідок бойкотування збірною СРСР участі у змаганнях з політичних причин.

#### 1970
| Чоловіки | Чоловіки      | Чоловіки      | Чоловіки  |
| Місце    | Атлет         | Дисципліна    | Результат |
| -------- | ------------- | ------------- | --------- |
| 1        | Микола Авілов | десятиборство | 7803      |

| Жінки | Жінки           | Жінки      | Жінки     |
| Місце | Атлетка         | Дисципліна | Результат |
| ----- | --------------- | ---------- | --------- |
| 3     | Валентина Еверт | спис       | 50,00     |

#### 1973
| Чоловіки | Чоловіки           | Чоловіки      | Чоловіки  |
| Місце    | Атлет              | Дисципліна    | Результат |
| -------- | ------------------ | ------------- | --------- |
| 1        | Євген Аржанов      | 800 м         | 1.46,9    |
| 1        | Леонід Савельєв    | 3000 м з/п    | 8.26,6 UR |
| 1        | Валерій Підлужний  | довжина       | 8,15      |
| 1        | Віктор Журба       | диск          | 61,60 UR  |
| 1        | Валентин Дмитренко | молот         | 72,43 UR  |
| 2        | Володимир Атамась  | 4×100 м       | 39,5      |
| 2        | Микола Авілов      | десятиборство | 7903      |

| Жінки | Жінки          | Жінки        | Жінки     |
| Місце | Атлетка        | Дисципліна   | Результат |
| ----- | -------------- | ------------ | --------- |
| 1     | Надія Ткаченко | п'ятиборство | 4629 UR   |

#### 1975
| Чоловіки | Чоловіки         | Чоловіки   | Чоловіки             |
| Місце    | Атлет            | Дисципліна | Результат            |
| -------- | ---------------- | ---------- | -------------------- |
| 2        | Анатолій Ярош    | ядро       | 19,11                |
| 3        | Юрій Сєдих       | молот      | 71,32                |
| 3        | Микола Явтушенко | 4×400 м    | 3.10,09 (3.10,06)[a] |

| Жінки | Жінки          | Жінки      | Жінки     |
| Місце | Атлетка        | Дисципліна | Результат |
| ----- | -------------- | ---------- | --------- |
| 1     | Ніна Моргунова | 800 м      | 2.01,94   |

#### 1977
| Чоловіки | Чоловіки            | Чоловіки   | Чоловіки         |
| Місце    | Атлет               | Дисципліна | Результат        |
| -------- | ------------------- | ---------- | ---------------- |
| 1        | Володимир Ігнатенко | 4×100 м    | 38,75            |
| 1        | Василь Єршов        | спис       | 81,60 (82,14)[a] |
| 2        | Юрій Сєдих          | молот      | 72,42            |

| Жінки | Жінки             | Жінки      | Жінки     |
| Місце | Атлетка           | Дисципліна | Результат |
| ----- | ----------------- | ---------- | --------- |
| 1     | Тетяна Пророченко | 4×100 м    | 43,16     |

#### 1979
| Чоловіки | Чоловіки          | Чоловіки   | Чоловіки  |
| Місце    | Атлет             | Дисципліна | Результат |
| -------- | ----------------- | ---------- | --------- |
| 1        | Валерій Підлужний | довжина    | 8,16      |
| 2        | Василь Архипенко  | 400 м з/б  | 48,60 NR  |
| 3        | Юрій Сєдих        | молот      | 75,54     |

| Жінки | Жінки             | Жінки      | Жінки     |
| Місце | Атлетка           | Дисципліна | Результат |
| ----- | ----------------- | ---------- | --------- |
| 1     | Марія Кульчунова  | 400 м      | 50,35 UR  |
| 1     | Тетяна Пророченко | 4×100 м    | 43,14     |
| 3     | Тетяна Скачко     | довжина    | 6,57      |

#### 1981
| Чоловіки | Чоловіки           | Чоловіки      | Чоловіки  |
| Місце    | Атлет              | Дисципліна    | Результат |
| -------- | ------------------ | ------------- | --------- |
| 1        | Іван Ковальчук     | марафон       | 2:22.14   |
| 1        | Олександр Шабленко | десятиборство | 8055      |
| 2        | Юрій Тамм          | молот         | 76,54     |

| Жінки | Жінки         | Жінки      | Жінки     |
| Місце | Атлетка       | Дисципліна | Результат |
| ----- | ------------- | ---------- | --------- |
| 3     | Тетяна Зубова | 400 м з/б  | 57,07     |

#### 1983
| Чоловіки (5) | Чоловіки (5)  | Чоловіки (5) | Чоловіки (5) |
| Місце        | Атлет         | Дисципліна   | Результат    |
| ------------ | ------------- | ------------ | ------------ |
| 1            | Юрій Тамм     | молот        | 76,82        |
| 3            | Юрій Пастухов | молот        | 73,38        |

| Жінки | Жінки              | Жінки      | Жінки      |
| Місце | Атлетка            | Дисципліна | Результат  |
| ----- | ------------------ | ---------- | ---------- |
| 1     | Марія Пінігіна     | 400 м      | 50,47      |
| 1     | Марія Пінігіна     | 4×400 м    | 3.24,97 UR |
| 3     | Ірина Ольховникова | 4×100 м    | 44,20      |

#### 1985
| Чоловіки | Чоловіки          | Чоловіки   | Чоловіки  |
| Місце    | Атлет             | Дисципліна | Результат |
| -------- | ----------------- | ---------- | --------- |
| 2        | Олександр Яковлєв | потрійний  | 17,43     |

| Жінки | Жінки              | Жінки         | Жінки            |
| Місце | Атлетка            | Дисципліна    | Результат        |
| ----- | ------------------ | ------------- | ---------------- |
| 1     | Ірина Слюсар       | 100 м         | 11,22 (11,11)[a] |
| 2     | Надія Коршунова    | 100 м з/б     | 12,87            |
| 2     | Ірина Слюсар       | 4×100 м       | 43,43            |
| 2     | Надія Коршунова    | 4×100 м       | 43,43            |
| 3     | Ірина Слюсар       | 200 м         | 22,86 (22,59)[a] |
| 3     | Наталія Сербіненко | ходьба 5000 м | 22.27,21         |

#### 1987
| Чоловіки | Чоловіки       | Чоловіки   | Чоловіки  |
| Місце    | Атлет          | Дисципліна | Результат |
| -------- | -------------- | ---------- | --------- |
| 1        | Валерій Вандяк | 3000 м з/п | 8.33,23   |
| 1        | Віктор Спасов  | жердина    | 5,65      |
| 3        | Віктор Гураль  | марафон    | 2:27.01   |

| Жінки | Жінки              | Жінки      | Жінки     |
| Місце | Атлетка            | Дисципліна | Результат |
| ----- | ------------------ | ---------- | --------- |
| 1     | Ірина Костюченкова | спис       | 66,72     |
| 2     | Ірина Слюсар       | 100 м      | 11,34     |
| 2     | Ірина Слюсар       | 4×100 м    | 43,17     |
| 2     | Людмила Джигалова  | 400 м      | 51,32     |
| 2     | Людмила Джигалова  | 4×400 м    | 3.27,65   |

#### 1989
| Чоловіки | Чоловіки           | Чоловіки      | Чоловіки  |
| Місце    | Атлет              | Дисципліна    | Результат |
| -------- | ------------------ | ------------- | --------- |
| 2        | Дмитро Ваняікін    | 4×100 м       | 39,35     |
| 2        | Михайло Медведь    | десятиборство | 8062      |
| 3        | Рудольф Поварніцин | висота        | 2,31      |

| Жінки | Жінки             | Жінки      | Жінки            |
| Місце | Атлетка           | Дисципліна | Результат        |
| ----- | ----------------- | ---------- | ---------------- |
| 3     | Людмила Джигалова | 400 м      | 52,69 (51,89)[a] |
| 3     | Інна Євсєєва      | 800 м      | 2.01,03          |
| 3     | Людмила Джигалова | 4×400 м    | 3.28,60          |

#### 1991
| Чоловіки | Чоловіки           | Чоловіки   | Чоловіки  |
| Місце    | Атлет              | Дисципліна | Результат |
| -------- | ------------------ | ---------- | --------- |
| 1        | Олександр Клименко | ядро       | 19,35     |
| 3        | Олег Твердохліб    | 400 м з/б  | 50,09     |
| 3        | Юрій Сергієнко     | висота     | 2,25      |

| Жінки | Жінки            | Жінки      | Жінки     |
| Місце | Атлетка          | Дисципліна | Результат |
| ----- | ---------------- | ---------- | --------- |
| 1     | Інна Євсєєва     | 800 м      | 1.59,80   |
| 1     | Інеса Кравець    | довжина    | 6,87      |
| 2     | Інна Євсєєва     | 4×400 м    | 3.29,64   |
| 2     | Олена Семираз    | потрійний  | 13,75     |
| 3     | Марія Доскоч     | марафон    | 2:38.48   |
| 3     | Олена Хлопотнова | довжина    | 6,67w     |

### Україна

#### 1993
| Чоловіки | Чоловіки           | Чоловіки   | Чоловіки  |
| Місце    | Атлет              | Дисципліна | Результат |
| -------- | ------------------ | ---------- | --------- |
| 1        | Олександр Клименко | ядро       | 19,72     |
| 1        | Вадим Колесник     | молот      | 77,00     |
| 3        | Руслан Стіпанов    | висота     | 2,27      |
| 3        | Віталій Кириленко  | довжина    | 8,04      |

| Жінки | Жінки             | Жінки          | Жінки     |
| Місце | Атлетка           | Дисципліна     | Результат |
| ----- | ----------------- | -------------- | --------- |
| 2     | Ольга Леоненко    | ходьба 10000 м | 46.18,40  |
| 3     | Лариса Григоренко | висота         | 1,95      |

#### 1995
| Чоловіки | Чоловіки         | Чоловіки   | Чоловіки  |
| Місце    | Атлет            | Дисципліна | Результат |
| -------- | ---------------- | ---------- | --------- |
| 1        | Юрій Білоног     | ядро       | 19,70     |
| 1        | Віталій Сидоров  | диск       | 62,16     |
| 2        | Олександр Крикун | молот      | 77,06     |
| 3        | Андрій Углов     | спис       | 76,16     |

| Жінки | Жінки                                                          | Жінки      | Жінки            |
| Місце | Атлетка                                                        | Дисципліна | Результат        |
| ----- | -------------------------------------------------------------- | ---------- | ---------------- |
| 1     | Вікторія Вершиніна                                             | довжина    | 6,76             |
| 2     | Світлана Твердохліб                                            | 800 м      | 2.02,92          |
| 2     | Олена Овчарова                                                 | 100 м з/б  | 13,07 (12,94)[a] |
| 3     | Олена Рурак                                                    | 400 м      | 51,76            |
| 3     | Вікторія Фоменко Світлана Твердохліб Тетяна Мовчан Олена Рурак | 4×400 м    | 3.30,57          |

#### 1997
| Чоловіки | Чоловіки       | Чоловіки   | Чоловіки  |
| Місце    | Атлет          | Дисципліна | Результат |
| -------- | -------------- | ---------- | --------- |
| 1        | Юрій Білоног   | ядро       | 20,34     |
| 2        | Вадим Колесник | молот      | 77,16     |

| Жінки | Жінки              | Жінки      | Жінки            |
| Місце | Атлетка            | Дисципліна | Результат        |
| ----- | ------------------ | ---------- | ---------------- |
| 1     | Ірина Ліщинська    | 800 м      | 2.00,21          |
| 1     | Тетяна Терещук     | 400 м з/б  | 54,91 (54,42)[a] |
| 1     | Олена Шеховцова    | довжина    | 6,78             |
| 1     | Олена Говорова     | потрійний  | 14,23            |
| 2     | Анжела Кравченко   | 100 м      | 11,34            |
| 2     | Олена Марцонь      | 800 м      | 2.00,84          |
| 2     | Вікторія Вершиніна | довжина    | 6,44 (6,59)[a]   |

#### 1999
| Чоловіки | Чоловіки           | Чоловіки   | Чоловіки  |
| Місце    | Атлет              | Дисципліна | Результат |
| -------- | ------------------ | ---------- | --------- |
| 1        | Сергій Лебідь      | 5000 м     | 13.37,52  |
| 1        | Олексій Лукашевич  | довжина    | 8,16      |
| 3        | Владислав Піскунов | молот      | 78,61     |

| Жінки | Жінки            | Жінки        | Жінки     |
| Місце | Атлетка          | Дисципліна   | Результат |
| ----- | ---------------- | ------------ | --------- |
| 1     | Олена Шеховцова  | довжина      | 6,92      |
| 1     | Олена Говорова   | потрійний    | 14,99w    |
| 3     | Валентина Савчук | ходьба 10 км | 45.23     |

#### 2001
| Чоловіки | Чоловіки                                                         | Чоловіки      | Чоловіки  |
| Місце    | Атлет                                                            | Дисципліна    | Результат |
| -------- | ---------------------------------------------------------------- | ------------- | --------- |
| 1        | Сергій Лебідь                                                    | 5000 м        | 13.44,24  |
| 2        | Андрій Твердоступ Євген Зюков Олександр Кайдаш Володимир Рибалка | 4×400 м       | 3.02,87   |
| 2        | Юрій Білоног                                                     | ядро          | 20,16     |
| 2        | Владислав Піскунов                                               | молот         | 78,61     |
| 2        | Володимир Михайленко                                             | десятиборство | 8019      |
| 3        | Андрій Твердоступ                                                | 400 м         | 45,87     |

| Жінки | Жінки        | Жінки      | Жінки     |
| Місце | Атлетка      | Дисципліна | Результат |
| ----- | ------------ | ---------- | --------- |
| 1     | Віта Паламар | висота     | 1,96      |

#### 2003
| Чоловіки | Чоловіки                                                           | Чоловіки   | Чоловіки  |
| Місце    | Атлет                                                              | Дисципліна | Результат |
| -------- | ------------------------------------------------------------------ | ---------- | --------- |
| 1        | Андрій Твердоступ                                                  | 400 м      | 46,08     |
| 1        | Сергій Лебідь                                                      | 5000 м     | 13.50,94  |
| 1        | Володимир Демченко Євген Зюков Геннадій Горбенко Андрій Твердоступ | 4×400 м    | 3.03,15   |
| 1        | Олександр Корчмід                                                  | жердина    | 5,75      |
| 1        | Валерій Васильєв                                                   | довжина    | 8,07      |
| 2        | Віктор Ястребов                                                    | потрійний  | 16,88     |

| Жінки | Жінки              | Жінки      | Жінки     |
| Місце | Атлетка            | Дисципліна | Результат |
| ----- | ------------------ | ---------- | --------- |
| 1     | Наталія Сидоренко  | 1500 м     | 4.11,69   |
| 1     | Наталія Фокіна     | диск       | 63,11     |
| 3     | Анастасія Рабченюк | 400 м з/б  | 56,30     |

#### 2005
| Чоловіки | Чоловіки          | Чоловіки   | Чоловіки             |
| Місце    | Атлет             | Дисципліна | Результат            |
| -------- | ----------------- | ---------- | -------------------- |
| 1        | Іван Гешко        | 1500 м     | 3.49,49 (3.46,59)[a] |
| 1        | Володимир Зюськов | довжина    | 8,06                 |
| 3        | Сергій Демидюк    | 110 м з/б  | 13,69 (13,65)[a]     |
| 3        | Олександр Корчмід | жердина    | 5,70                 |
| 3        | Микола Саволайнен | потрійний  | 16,67                |

| Жінки | Жінки                                                                                       | Жінки       | Жінки     |
| Місце | Атлетка                                                                                     | Дисципліна  | Результат |
| ----- | ------------------------------------------------------------------------------------------- | ----------- | --------- |
| 1     | Людмила Блонська                                                                            | семиборство | 6297      |
| 2     | Тетяна Головченко                                                                           | 1500 м      | 4.12,73   |
| 2     | Тетяна Головченко                                                                           | 5000 м      | 15.44,92  |
| 2     | Ірина Коваленко                                                                             | висота      | 1,88      |
| 2     | Ольга Саладуха                                                                              | потрійний   | 13,96     |
| 3     | Антоніна Єфремова Ольга Завгородня Наталія Пигида Лілія Лобанова Анастасія Рабченюк (забіг) | 4×400 м     | 3.28,23   |

#### 2007
| Чоловіки | Чоловіки         | Чоловіки   | Чоловіки         |
| Місце    | Атлет            | Дисципліна | Результат        |
| -------- | ---------------- | ---------- | ---------------- |
| 1        | Сергій Демидюк   | 110 м з/б  | 13,33 (13,65)[a] |
| 2        | Віктор Кузнєцов  | потрійний  | 16,94 SB         |
| 3        | Олександр Нартов | висота     | 2,26             |

| Жінки | Жінки                                                           | Жінки       | Жінки            |
| Місце | Атлетка                                                         | Дисципліна  | Результат        |
| ----- | --------------------------------------------------------------- | ----------- | ---------------- |
| 1     | Ірина Штангеєва                                                 | 200 м       | 22,95            |
| 1     | Юлія Кревсун                                                    | 800 м       | 1.57,63 WL PB    |
| 1     | Наталія Пигида Антоніна Єфремова Ольга Завгородня Оксана Щербак | 4×400 м     | 3.29,59          |
| 1     | Ольга Саладуха                                                  | потрійний   | 14,79 PB         |
| 2     | Олена Чебану                                                    | 100 м       | 11,56 (11,51)[a] |
| 2     | Тетяна Головченко                                               | 1500 м      | 4.10,46          |
| 2     | Тетяна Головченко                                               | 5000 м      | 15.40,56         |
| 2     | Анастасія Рабченюк                                              | 400 м       | 55,98            |
| 2     | Валентина Горпинич                                              | 3000 м з/п  | 9.45,55          |
| 3     | Євгенія Снігур                                                  | 100 м       | 13,08 (13,02)[a] |
| 3     | Олена Чебану Галина Тонковид Ірина Штангеєва Ірина Шепетюк      | 4×100 м     | 43,99            |
| 3     | Ганна Мельниченко                                               | семиборство | 5852             |

#### 2009
| Чоловіки | Чоловіки           | Чоловіки   | Чоловіки  |
| Місце    | Атлет              | Дисципліна | Результат |
| -------- | ------------------ | ---------- | --------- |
| 3        | Олексій Сокирський | молот      | 73,73     |

| Жінки | Жінки           | Жінки      | Жінки     |
| Місце | Атлетка         | Дисципліна | Результат |
| ----- | --------------- | ---------- | --------- |
| 2     | Віра Ребрик     | спис       | 61,02     |
| 3     | Катерина Карсак | диск       | 60,47     |

#### 2011
| Чоловіки | Чоловіки          | Чоловіки   | Чоловіки  |
| Місце    | Атлет             | Дисципліна | Результат |
| -------- | ----------------- | ---------- | --------- |
| 1        | Богдан Бондаренко | висота     | 2,28      |
| 2        | Віктор Кузнєцов   | потрійний  | 16,89     |
| 2        | Роман Авраменко   | спис       | 81,42     |

| Жінки | Жінки                                                           | Жінки      | Жінки      |
| Місце | Атлетка                                                         | Дисципліна | Результат  |
| ----- | --------------------------------------------------------------- | ---------- | ---------- |
| 1     | Ольга Завгородня                                                | 800 м      | 1.59,56 PB |
| 1     | Анна Міщенко                                                    | 1500 м     | 4.05,91    |
| 1     | Анна Ярощук                                                     | 400 м      | 55,98      |
| 1     | Анна Тітімець Наталя Погребняк Христина Стуй Єлизавета Бризгіна | 4×100 м    | 43,33      |
| 2     | Христина Стуй                                                   | 100 м      | 11,34 PB   |
| 3     | Лілія Лобанова                                                  | 800 м      | 2.00,42    |

#### 2013
| Чоловіки | Чоловіки                                               | Чоловіки                | Чоловіки  |
| Місце    | Атлет                                                  | Дисципліна              | Результат |
| -------- | ------------------------------------------------------ | ----------------------- | --------- |
| 1        | Віталій Корж Ігор Бодров Сергій Смелик Руслан Перестюк | 4×100 м                 | 38,56     |
| 1        | Віктор Кузнєцов                                        | потрійний               | 17,01     |
| 2        | Руслан Дмитренко                                       | ходьба 20 км            | 1:20.54   |
| 2        | Руслан Дмитренко Ігор Главан Іван Лосев                | ходьба 20 км (командна) | 4:08.09   |
| 2        | Андрій Проценко                                        | висота                  | 2,31      |

| Жінки | Жінки                                                        | Жінки      | Жінки     |
| Місце | Атлетка                                                      | Дисципліна | Результат |
| ----- | ------------------------------------------------------------ | ---------- | --------- |
| 1     | Анна Тітімець                                                | 400 м      | 54,64     |
| 1     | Марія Рємєнь Олеся Повх Наталя Погребняк Вікторія П'ятаченко | 4×100 м    | 43,33     |
| 2     | Анна Ярощук                                                  | 400 м      | 54,77     |

#### 2015
| Чоловіки | Чоловіки                                  | Чоловіки                | Чоловіки  |
| Місце    | Атлет                                     | Дисципліна              | Результат |
| -------- | ----------------------------------------- | ----------------------- | --------- |
| 1        | Ігор Главан Назар Коваленко Іван Банзерук | ходьба 20 км (командна) | 4:17.44   |

| Жінки       | Жінки   | Жінки      | Жінки     |
| Місце       | Атлетка | Дисципліна | Результат |
| ----------- | ------- | ---------- | --------- |
| без медалей |         |            |           |

#### 2017
| Чоловіки | Чоловіки                                                      | Чоловіки                | Чоловіки  |
| Місце    | Атлет                                                         | Дисципліна              | Результат |
| -------- | ------------------------------------------------------------- | ----------------------- | --------- |
| 3        | Ігор Главан Валерій Літанюк Іван Банзерук Андрій Гречковський | ходьба 20 км (командна) | 4:41.34   |

| Жінки | Жінки                                                       | Жінки        | Жінки                |
| Місце | Атлетка                                                     | Дисципліна   | Результат            |
| ----- | ----------------------------------------------------------- | ------------ | -------------------- |
| 1     | Інна Кашина Аліна Цвілій Валентина Мирончук Тамара Гаврилюк | ходьба 20 км | 5:12.01              |
| 1     | Інна Кашина                                                 | ходьба 20 км | 1:39.44              |
| 1     | Оксана Окунєва                                              | висота       | 1,97 SB              |
| 2     | Ольга Ляхова                                                | 800 м        | 2.03,11 (2.02,57)[a] |
| 2     | Ірина Геращенко                                             | висота       | 1,91                 |
| 3     | Олена Колесніченко                                          | 400 м з/б    | 56,14 SB             |

#### 2019
| Чоловіки | Чоловіки      | Чоловіки   | Чоловіки  |
| Місце    | Атлет         | Дисципліна | Результат |
| -------- | ------------- | ---------- | --------- |
| 2        | Сергій Регеда | молот      | 74,27     |

| Жінки | Жінки                                                             | Жінки        | Жінки     |
| Місце | Атлетка                                                           | Дисципліна   | Результат |
| ----- | ----------------------------------------------------------------- | ------------ | --------- |
| 1     | Марія Миколенко Анастасія Голєнєва Катерина Климюк Тетяна Мельник | 4×400 м      | 3.30,32   |
| 1     | Юлія Чумаченко                                                    | висота       | 1,94      |
| 1     | Марина Бех-Романчук                                               | довжина      | 6,84      |
| 1     | Ірина Климець                                                     | молот        | 71,25     |
| 2     | Олена Собчук Марія Філюк Валентина Мирончук                       | ходьба 20 км | 4:58.02   |
| 2     | Ірина Геращенко                                                   | висота       | 1,91      |

#### 2023
| Чоловіки | Чоловіки           | Чоловіки   | Чоловіки  |
| Місце    | Атлет              | Дисципліна | Результат |
| -------- | ------------------ | ---------- | --------- |
| 1        | Владислав Лавський | висота     | 2,25 PB   |
| 3        | Роман Петрук       | висота     | 2,20      |

| Жінки | Жінки      | Жінки       | Жінки     |
| Місце | Атлетка    | Дисципліна  | Результат |
| ----- | ---------- | ----------- | --------- |
| 2     | Юлія Лобан | семиборство | 6063      |

a  У дужках вказаний більш високий результат, що був показаний на попередній стадії змагань (у забігу чи кваліфікації).

## Медальний залік
| У складі збірної СРСР |                             |                             |                             |                             |                             |    |
| 1959 Турин            | 1                           | 0                           | 0                           | 0                           | 0                           |    |
| 1961 Софія            | 3                           | 1 (+1)                      | 0                           | 1                           | 2 (+1)                      |    |
| 1963 Порту-Алегрі     | 1                           | 1                           | 0                           | 0                           | 1                           |    |
| 1965 Будапешт         | 3                           | 0                           | 1                           | 0                           | 1                           |    |
| 1967 Токіо            | збірна СРСР участі не брала | збірна СРСР участі не брала | збірна СРСР участі не брала | збірна СРСР участі не брала | збірна СРСР участі не брала |    |
| 1970 Турин            | 3                           | 1                           | 0                           | 1                           | 2                           |    |
| 1973 Москва           | 10                          | 6                           | 1 (+1)                      | 0                           | 7 (+1)                      |    |
| 1975 Рим              | 9                           | 1                           | 1                           | 1 (+1)                      | 3 (+1)                      |    |
| 1977 Софія            | 11                          | 1 (+2)                      | 1                           | 0                           | 2 (+2)                      |    |
| 1979 Мехіко           | 10                          | 2 (+1)                      | 1                           | 2                           | 5 (+1)                      |    |
| 1981 Бухарест         | 11                          | 2                           | 1                           | 1                           | 4                           |    |
| 1983 Едмонтон         | 8                           | 2 (+1)                      | 0                           | 1 (+1)                      | 3 (+2)                      |    |
| 1985 Кобе             | 9                           | 1                           | 2 (+2)                      | 2                           | 5 (+2)                      |    |
| 1987 Загреб           | 12                          | 3                           | 2 (+2)                      | 1                           | 6 (+2)                      |    |
| 1989 Дуйсбург         | 14                          | 0                           | 1 (+1)                      | 3 (+1)                      | 4 (+2)                      |    |
| 1991 Шеффілд          | 14                          | 3                           | 1 (+1)                      | 4                           | 8 (+1)                      |    |
| Україна               |                             |                             |                             |                             |                             |    |
| 1993 Баффало          | 17                          | 2                           | 1                           | 3                           | 6                           | 5  |
| 1995 Фукуока          | 24                          | 3                           | 3                           | 3                           | 9                           | 5  |
| 1997 Катанія          | 38                          | 5                           | 4                           | 0                           | 9                           | 3  |
| 1999 Пальма           | 24                          | 4                           | 0                           | 2                           | 6                           | 4  |
| 2001 Пекін            | 19                          | 2                           | 4                           | 1                           | 7                           | 4  |
| 2003 Тегу             | 20                          | 7                           | 1                           | 1                           | 9                           | 3  |
| 2005 Ізмір            | 25                          | 3                           | 4                           | 4                           | 11                          | 4  |
| 2007 Бангкок          | 32                          | 5                           | 6                           | 4                           | 15                          | 2  |
| 2009 Белград          | 16                          | 0                           | 1                           | 2                           | 3                           | 28 |
| 2011 Шеньчжень        | 23                          | 5                           | 3                           | 1                           | 9                           | 3  |
| 2013 Казань           | 21                          | 4                           | 4                           | 0                           | 8                           | 3  |
| 2015 Кванджу          | 8                           | 1                           | 0                           | 0                           | 1                           | 19 |
| 2017 Тайбей           | 22                          | 3                           | 2                           | 2                           | 7                           | 4  |
| 2019 Неаполь          | 23                          | 4                           | 3                           | 0                           | 7                           | 3  |
| 2023 Ченду            | 7                           | 1                           | 1                           | 1                           | 3                           | 14 |